# Warnstorfia luipichensis
Warnstorfia luipichensis är en bladmossart som beskrevs av Lars Hedenäs 1993. Warnstorfia luipichensis ingår i släktet fattigkrokmossor, och familjen Amblystegiaceae. Inga underarter finns listade i Catalogue of Life.